# Печская Патриархия (монастырь)
Это статья о монастыре. О периоде истории Сербской православной церкви смотри статью: Печский патриархат.
Печский патриарший монастырь (монастырь Печская Патриархия, серб. Манастир Пећка патријаршија / Manastir Pećka patrijaršija; алб. Patrikana e Pejës) — сербский православный монастырь, находящийся в Косово — близ города Печ у входа в Руговское ущелье.

## История
Основан в XIII веке; некогда служил кафедрой сербских первосвятителей, но потерял своё значение по закрытии сербского патриаршества в 1766 году. В монастыре почивают под спудом останки сербских первосвятителей. Престол сербских патриархов (из серого мрамора). Является местом хранения многих древних рукописей.
В 2006 году монастырь был зачислен в перечень объектов Всемирного Наследия ЮНЕСКО. В 2006 году он был зачислен в список всемирного наследия, находящегося под угрозой, по причине возможных атак албанцев. В настоящее время находится под защитой KFOR, однако в октябре 2012 года генерал Эрхард Древс заявил, что весной 2013 года международные силы, вероятнее всего, перестанут охранять монастырь.
В сербских православных святынях Косова продолжаются реставрационные работы при участии России. Правительство РФ в 2010–2011 годах внесло добровольный целевой взнос в ЮНЕСКО в размере 2 млн долларов США для финансирования работ по восстановлению православных святынь на территории края Косово (Республика Сербия). Полностью выполнены работы по восстановлению и закреплению настенных росписей и по реставрации «Трона Богоматери» в монастыре Печской Патриархии в Пече.